# Eufemio Flores Mamani
Eufemio Bernardo Flores Mamani fue un profesor y político peruano. Fue alcalde provincial de Lampa durante dos periodos entre 1996 y 2002.
Nació en Lampa, Perú, el 3 de septiembre de 1947. Cursó sus estudios primarios y secundarios en su ciudad natal. Entre 1966 y 1969 cursó estudios técnicos de educación en la Escuela Normal de Juliaca.
Su primera participación política se dio en las elecciones municipales de 1986 cuando fue elegido por la Izquierda Unida como regidor de la provincia de Lampa. En las elecciones municipales de 1989 tentó su elección como alcalde de esa provincia sin éxito. Fue en las elecciones municipales de 1995 cuando fue elegido para ese cargo siendo luego reelegido en 1998. Ocupó el cargo de alcalde provincial de Lampa entre 1996 y 2002. En las elecciones regionales del 2002 tentó su elección como presidente del Gobierno Regional de Puno sin éxito. Luego, en las elecciones municipales del 2006 y del 2010 volvió a tentar su reelección como alcalde de Lampa sin obtener la representación.
El 6 de septiembre del 2016 se el alcalde de Juliaca, Oswaldo Marín Quirole, le entregó la medalla de la ciudad de Juliaca en reconocimiento a su trayectoria política y trabajos a favor de la educación. Falleció en la ciudad de Juliaca el 11 de octubre del 2016.